# Wie sich das Kino rächt
Wie sich das Kino rächt ist eine kurze, deutsche Stummfilmkomödie aus dem Jahre 1912 von und mit Gustav Trautschold in der Hauptrolle.

## Handlung
Ein besonders gefürchteter Filmzensor geht einigen Filmschaffenden gewaltig auf den Nerv. Um ihm seine ständigen Zensurauflagen endlich heimzahlen zu können, soll er mit filmischen Mitteln vorgeführt werden. Dazu wird eine junge Schauspielerin eingesetzt, die den angeblich sittenstrengen Mann becircen soll, damit er bei ihr „moralisch verwerfliche“ Handlungen vornimmt. Um ihn dabei in flagranti erwischen und ihn anschließend öffentlich desavouieren zu können, wird diese Szene mit versteckter Kamera gefilmt.
Durch diese hinterlistige Aktion soll der selbsternannte Hüter und vorgeblich moralisch gefestigte Sittenwächter bei nächster Gelegenheit in größte Verlegenheit gebracht werden. Als sich für diese „Strafaktion“ endlich eine günstige Situation ergibt, wird der Moralapostel im Rahmen einer trickreich arrangierten Filmvorführung coram publico entlarvt und der Doppelmoral und Heuchelei überführt.

## Hintergrund
Wie sich das Kino rächt entstand im Sommer 1912 unter dem Arbeitstitel Wie sich der Kientopp rächt an der Ostsee und in dem Komet-Film-Atelier in der Müllerstraße 182, Ecke Sellerstraße. Produziert wurde der viragierte Film von der Eiko Film GmbH (Nr. 11). Er hat eine Länge von einem Akt auf 345 Metern bzw. 340 Metern (ca. 18 bis 19 Minuten), 19 Zwischentitel und ist noch erhalten. Die Kosten lagen bei 385,00 Mark, das entspricht ca. 2.481 Euro. Die Polizei Berlin belegte ihn mit einem Jugendverbot am 30. August 1912 (Nr. 12.37). Die Uraufführung in den USA fand am 12. Oktober 1912 statt.
Ein zweiter, etwas längerer Teil wurde von Regisseur Trautschold gleich im Anschluss daran gedreht und kam Ende März 1913 in die wilhelminischen Kinos.

## Kritiken
In der Einschätzung dieses Films hieß es fast ein Jahrhundert später: Wie sich das Kino rächt sei „ein Film von programmatischer Polemik. (…) Mit bemerkenswertem Selbstbewußtsein verteidigt hier das neue Medium das Recht auf die Freiheit des Bildes, indem es den biederen Entlarvungsgestus aufgreift und gegen seine Urheber wendet. Der Verdacht liegt nahe, daß Hanns Kräly, einer der Darsteller, uncredited auch am Buch beteiligt war. Kitty Derwall, die freisinnige Aktrice dieser Verführungskomödie, reiht sich in einen langen Reigen von Frauenrollen ein, deren durchaus emanzipatorischen Charakter Heide Schlüpmann in ihrer Studie "Die Unheimlichkeit des Blicks" hinlänglich gewürdigt hat.“

„Der dritte Kurzfilm Wie sich der Kientopp rächt (von Gustav Traugold, D 1911/12) besitzt ebenfalls diese pikante Färbung. Auch hier sind Humor und Handlung schlicht gestrickt. Doch es wird uns zusätzlich ein Bild von den Anfängen des Kinos und den Schwierigkeiten vermittelt, auf die das neue Medium stieß. Nicht alle standen ihm aufgeschlossen gegenüber. Es gab Gesellschaften, die der Kinematographie im Namen der guten Sitten den Kampf angesagt hatten. Der Film zeigt, wie sich die Filmemacher mit den Mitteln ihres Faches auf dem Argumentationsfelde ihrer Gegner (der Moral) wehren.“